# Chiesa di Sant'Udalrico (Plaus)
La chiesa di Sant'Udalrico (in tedesco Kirche St. Ulrich) è la parrocchiale di Plaus in Alto Adige. Appartiene al decanato di Naturno della diocesi di Bolzano-Bressanone e parte della struttura risale al XII secolo.

## Descrizione
La chiesa è un monumento sottoposto a provvedimento di vincolo col numero 16505 nella provincia autonoma di Bolzano.